# Окмалги (национальный памятник)
Национальный монумент Окмалги, англ. Ocmulgee National Monument — исторический и археологический памятник коренных культур юго-востока США, в том числе курганы миссисипской культуры. Расположен к востоку от города Мейкон в штате Джорджия.

## История
Следы доколумбовых культур в долине реки Окмалги отмечены со времён последнего оледенения ок. 10 тыс. лет назад, когда здесь жили примитивные охотники-собиратели, и до прихода индейцев маскоги непосредственно перед появлением европейцев. В период 900—1150 в этих местах обитало общество с иерархической социальной структурой, в котором преобладали умелые земледельцы. Они построили поселение-городок из прямоугольных деревянных строений, большие пирамидальные храмовые курганы, а также как минимум один погребальный курган. Круглые индейские землянки служили местами для проведения собраний и церемоний.
После того, как крупный церемониальный центр пришёл в упадок, в его окрестностях возникли новые поселения поздней миссисипской культуры — так называемой «культура Ламар». Именно этих людей встретил испанский путешественник Эрнандо де Сото в 1540 году. В исторический период крупные курганы продолжали вызывать изумление и восхищение, о них писали путешественники. В начале 20 в. в Окмалги была проведена крупная реставрация, и памятник принял в общих чертах нынешний вид.

## Национальный памятник
14 июня 1934 года парк причислен к Национальным монументам США.
Окмалги открыт для посетителей ежедневно, кроме Рождества и Нового года. Здесь имеется центр для посетителей, где находится археологический музей местных индейских культур. В парке имеется несколько прогулочных трасс общей длиной 9 км. Рядом с центром для посетителей находится реконструированная тысячелетняя индейская землянка. От центра до Великого храмового кургана через парк ведёт дорога длиной около 0,8 км. Среди других достопримечательностей: погребальный курган, храмовые курганы, доисторические траншеи и колониальная британская фактория.
Доступ к кургану Ламар, который находится на удалении от основной группы курганов, ограничен.